# 贝桑格朗
贝桑格朗（法語：Bésingrand，法語發音：[bezɛ̃ɡʁɑ̃]）是法国大西洋比利牛斯省的一个市镇，属于波城区。

## 地理
贝桑格朗（43°22'19"N, 0°34'5"W）面积2.29 平方千米，位于法国新阿基坦大区大西洋比利牛斯省，该省份为法国东南部省份，涵盖了贝阿恩与北巴斯克，西临大西洋比斯開灣，北至朗德省，东北接热尔省，东临上比利牛斯省，南与西班牙接壤。
与贝桑格朗接壤的市镇（或旧市镇、城区）包括：阿博斯、阿尔蒂克斯、塞泽拉克堡、帕尔迪。

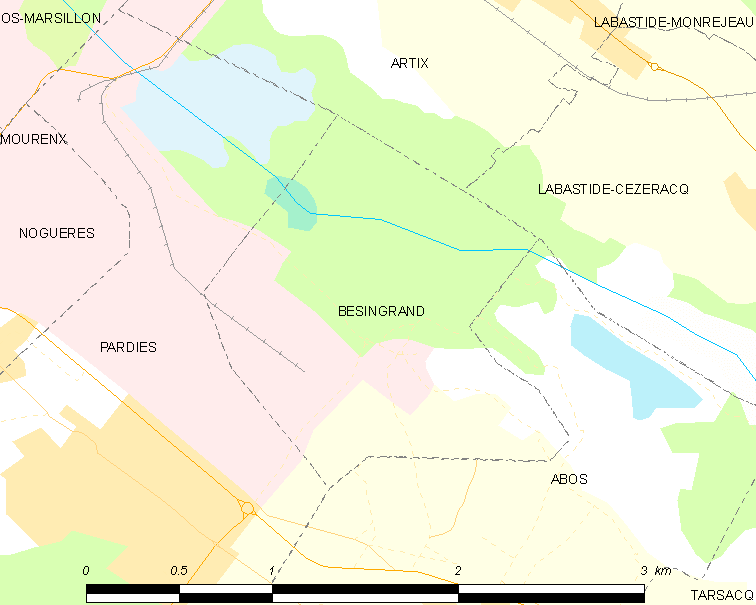
贝桑格朗的OSM定位图

贝桑格朗的时区为UTC+01:00、UTC+02:00（夏令时）。

## 行政
贝桑格朗的邮政编码为64150，INSEE市镇编码为64117。

## 政治
贝桑格朗所属的省级选区为贝阿恩中心县。

## 人口

1962-2008年间贝桑格朗人口变化图示

贝桑格朗于2022年1月1日时的人口数量为146人。